# Krempdorf
Krempdorf település Németországban, Schleswig-Holstein tartományban. Lakosainak száma 245 fő (2023. december 31.).

## Népesség
A település népességének változása:
| Lakosok száma | 284  | 224  | 227  | 231  | 242  | 245  |
|               | 1975 | 2017 | 2019 | 2021 | 2022 | 2023 |